# Riddartorpsmossen
Riddartorpsmossen este o arie protejată (arie specială de conservare — SAC, sit de importanță comunitară — SCI) din Suedia întinsă pe o suprafață de 25,1 ha, integral pe uscat.

## Localizare
Centrul sitului Riddartorpsmossen este situat la coordonatele 59°08′09″N 18°04′06″E / 59.1359°N 18.0684°E.

## Înființare
Situl Riddartorpsmossen a fost declarat sit de importanță comunitară în iunie 2001 pentru a proteja un număr necunoscut de specii din flora spontană și fauna sălbatică aflate în arealul zonei. Situl a fost protejat și ca arie specială de conservare în martie 2011.

## Biodiversitate
Situată în ecoregiunea boreală, aria protejată conține 2 habitate naturale: Mlaștini turboase de tranziție și turbării mișcătoare, Mlaștini împădurite.
La baza desemnării sitului se află un număr nedeclarat de specii protejate.